# Citolisina

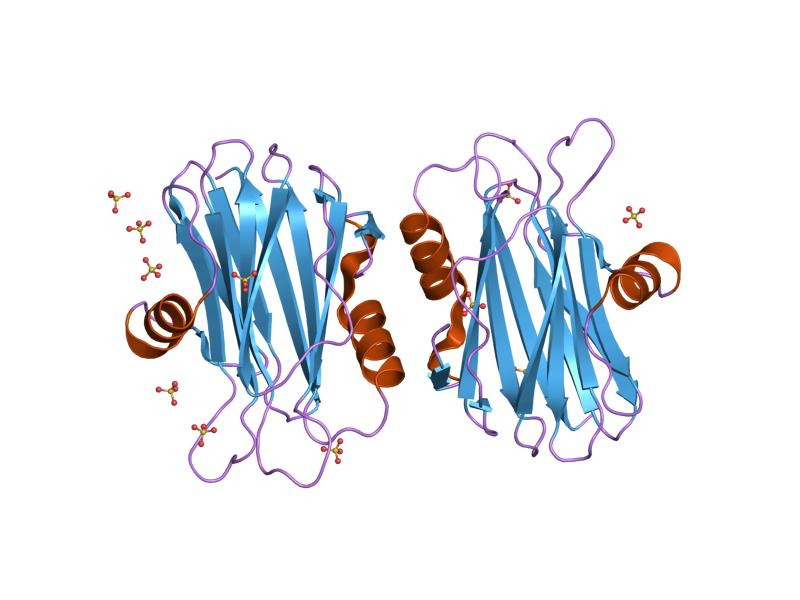
Struttura dell'Equinatossina II, una citolisina prodotta dall'actinia equina.

Il termine citolisina (o anche emolisina o tossina emolitica) indica una proteina in grado di provocare, direttamente o indirettamente, la distruzione di una cellula mediante lisi.

Le citolisine sono prodotte da molti organismi, inclusi i microrganismi, le piante ed animali.
Nel caso dei batteri, le citolisine prodotte vengono escrete all'esterno della cellula (fanno parte infatti del gruppo delle esotossine) e con la loro azione contribuiscono ad aumentare la virulenza di una specie o di un ceppo batterico. Queste proteine hanno solitamente azione litica verso tipologie specifiche di cellule, da cui prendono il nome: ad esempio, le citolisine che provocano la lisi dei globuli rossi con conseguente fuoriuscita di emoglobina vengono dette emolisine.
 
Altre citolisine hanno la capacità di legarsi e di distruggere le cellule del sistema immunitario, tra cui i macrofagi. Listeria monocytogenes utilizza delle citolisine (listeriolisine) per distruggere la membrana del fagosoma del macrofago e fuggire nel citoplasma.
Il meccanismo di azione per alcune di queste lisine consiste nella formazione di pori sulla membrana cellulare della cellula bersaglio in seguito al legame con lipidi di membrana. Questo meccanismo richiede la presenza di ioni Ca2+ che provoca tra gli altri effetti l'aggregazione dei monomeri di citolisina per la formazione dei pori.
Tra le citolisine più note vi sono la streptolisina, la tetanolisina, la emolisina alfa stafilococcica e la emolisina A di Escherichia coli.
Negli eucarioti superiori, molte classi di proteine di difesa hanno attività citolitica. Tra di esse, per estensione, vi sono diversi anticorpi, il sistema del complemento ed altre ancora, tra cui le perforine. Anche il principio attivo di diversi veleni animali -tra cui il cobra e alcune anemoni di mare- è costituito da citolisine.